# Ching Shih
Ching Shih (1775-1844) va ser una pirata xinesa que va comandar una de les flotes més grans de la història durant el segle xix. També coneguda com a: Shih Shiang Gu, Madame Ching, Hsi Kai, Shih Yang, Kai Ching Yih o Ching Yih Saou, Ching Yih Saoa, Cheng I Sao, Zheng Shi i Xheng Yi Sao.
Ching Shih era una prostituta abans de casar-se amb el capità Zheng Yi, que dirigia la flota pirata de la bandera vermella. La parella va lluitar en una rebel·lió vietnamita en el bàndol de Tây Sơn. A Vietnam, van adoptar un nen al que van anomenar Chang Pao (Zhang Bao). Abans que el seu marit morís en una galerna el 1807, havia format una coalició pirata de més de 400 vaixells i 70.000 marins. Al final de la seva carrera, Ching Shih dirigia més de 2.000 vaixells i alguns la consideren una dels pirates amb major èxit de la història.
Cheng I Sao (dona del germà gran Zheng Yi), també coneguda com a Ching Shih després d'enviduar, va utilitzar la seva flota amb intencions polítiques. Poc després d'enviduar es va enamorar del seu fill adoptiu, al que ja havia convertit en el seu lloctinent, i es va casar amb ell. D'aquesta manera, va consolidar el seu domini familiar sobre la flota.
Ching Shih va arribar a elaborar un codi de lleis sobre els seus subordinats, i que exigia l'obediència plena als líders de la flota pirata. Es considerava un crim cabdal desobeir ordres. Si un llogaret havia ajudat regularment als pirates, era un crim capital saquejar els seus habitants. Era un crim capital robar del tresor comú. Era un crim capital violar les dones presoneres. Fins i tot si la relació sexual era consentida, la pena era la decapitació del violador i la dona violada era llançada per la borda.
La flota de Ching Shih va realitzar molts actes de pillatge, des de vaixells mercants, passant per poblacions costaneres o fluvials. El govern xinès va intentar destruir els pirates en una sèrie de batalles al llarg de 1808, i caçadors de recompenses portuguesos i britànics, però l'única cosa que van aconseguir va ser perdre vaixells que van anar a parar a les mans dels pirates. Les pèrdues van ser tan grans que el govern es va veure obligat a confiscar vaixells privats.
Els veritables enemics de Ching Shih van ser altres pirates, i un rival anomenat O-po-tae, que va obligar a retirar-se a la flota de Ching Shih després d'una aferrissada batalla. Tement la venjança de la vídua, O-po-tae es va presentar davant del govern xinès i va demanar un perdó que li va ser concedit.
El 1809 el seu tinent Cai Qian fou atrapat davant de la costa de Wenzhou a Zhejiang per Wang Delu, capità general de la marina de Fujian, i Cai Qian nincapaç de forçar l'encerclament es va suïcidar amb un tret a la seva cabina. Entre setembre i novembre de 1809 la Flota de Bandera Vermella va patir diverses derrotes a mans de la flota portuguesa de Macao liderada per José Pinto Alcoforado e Sousa a l'estret d'Humen fins que finalment es va rendir formalment al febrer de 1810 al govern de la dinastia Qing a canvi d'un perdó general, posant fi a la seva carrera de pirateria. Amb la seva rendició i la de El seu fill adoptiu i espòs, Cheung Po Tsai, va passar la resta de la seva vida en una còmoda posició com a funcionari del govern, mentre que la vídua va morir el 1844 dirigint un bordell i una casa d'apostes a la ciutat de Canton.
Una versió fictícia de la vida de Ching Shih apareix en el conte "La viuda Ching, pirata", una de les històries de la Historia universal de la infamia de Jorge Luis Borges. Borges afirma que la font que va llegir sobre la vida de la vídua pirata va ser "The History of Piracy" de Philip Gosse.